# Pernilla Karlsson
Pernilla Karlsson (Siuntio, 11 juni 1990) is een Zweedstalige Finse zangeres.

## Biografie
Karlsson werd bekend bij het grote publiek door haar deelname aan Uuden Musiikin Kilpailu, de Finse voorronde voor het Eurovisiesongfestival 2012. Ze stootte door naar de finale en won deze uiteindelijk met het Zweedstalige nummer När jag blundar. Ze toog met dit nummer naar de Azerbeidzjaanse hoofdstad Bakoe. Het was de tweede keer in de geschiedenis dat Finland met een Zweedstalig nummer aan het Eurovisiesongfestival deelnam, maar het optreden kwam niet verder dan de halve finale, waar het op de twaalfde plaats eindigde.
1961: Laila Kinnunen · 
1962: Marion Rung · 
1963: Laila Halme · 
1964: Lasse Mårtenson · 
1965: Viktor Klimenko · 
1966: Ann-Christine Nyström · 
1967: Fredi · 
1968: Kristina Hautala · 
1969: Jarkko & Laura · 
1971: Markku Aro & Koivistolaiset · 
1972: Päivi Paunu & Kim Floor · 
1973: Marion Rung · 
1974: Carita · 
1975: Pihasoittajat · 
1976: Fredi & The Friends · 
1977: Monica Aspelund · 
1978: Seija Simola · 
1979: Katri Helena · 
1980: Vesa-Matti Loiri · 
1981: Riki Sorsa · 
1982: Kojo · 
1983: Ami Aspelund · 
1984: Kirka · 
1985: Sonja Lumme · 
1986: Kari Kuivalainen · 
1987: Vicky Rosti & Boulevard · 
1988: Boulevard · 
1989: Anneli Saaristo · 
1990: Beat · 
1991: Kaija · 
1992: Pave · 
1993: Katri Helena · 
1994: CatCat · 
1996: Jasmine · 
1998: Edea · 
2000: Nina Åström · 
2002: Laura · 
2004: Jari Sillanpää · 
2005: Geir Rönning · 
2006: Lordi · 
2007: Hanna Pakarinen · 
2008: Teräsbetoni · 
2009: Waldo's People · 
2010: Kuunkuiskaajat · 
2011: Paradise Oskar · 
2012: Pernilla Karlsson · 
2013: Krista Siegfrids · 
2014: Softengine · 
2015: Pertti Kurikan Nimipäivät · 
2016: Sandhja · 
2017: Norma John · 
2018: Saara Aalto · 
2019: Darude feat. Sebastian Rejman · 
2021: Blind Channel · 
2022: The Rasmus · 
2023: Käärijä · 
2024: Windows95Man ·
2025: Erika Vikman
- International Standard Name Identifier: 0000 0004 6603 9258
- MusicBrainz: 0fc98432-55f8-4f0a-8d57-155de2739de1